# Urtavla

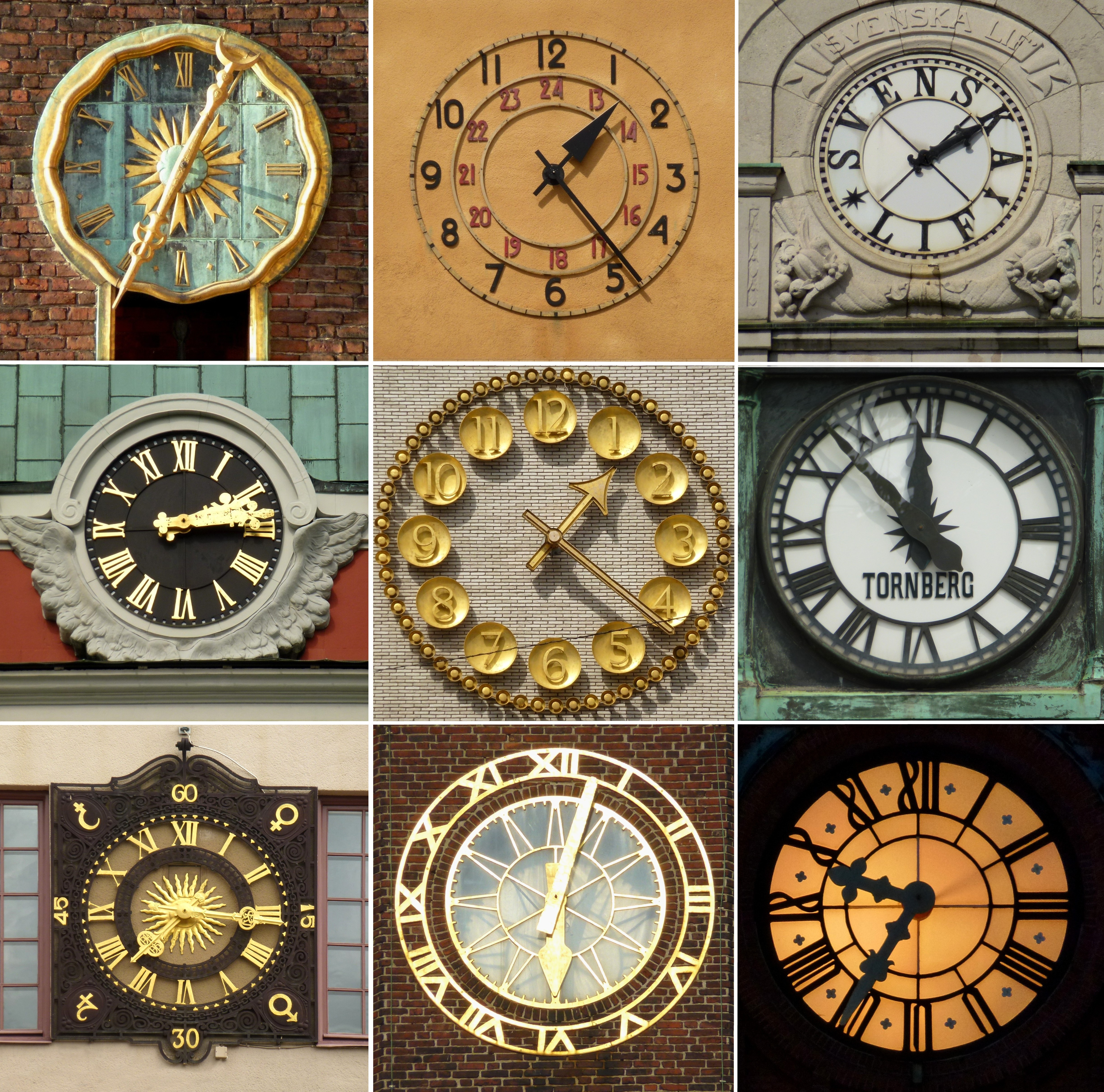
Ett kollage visande urtavlor för några av Stockholms torn- och byggnadsur.

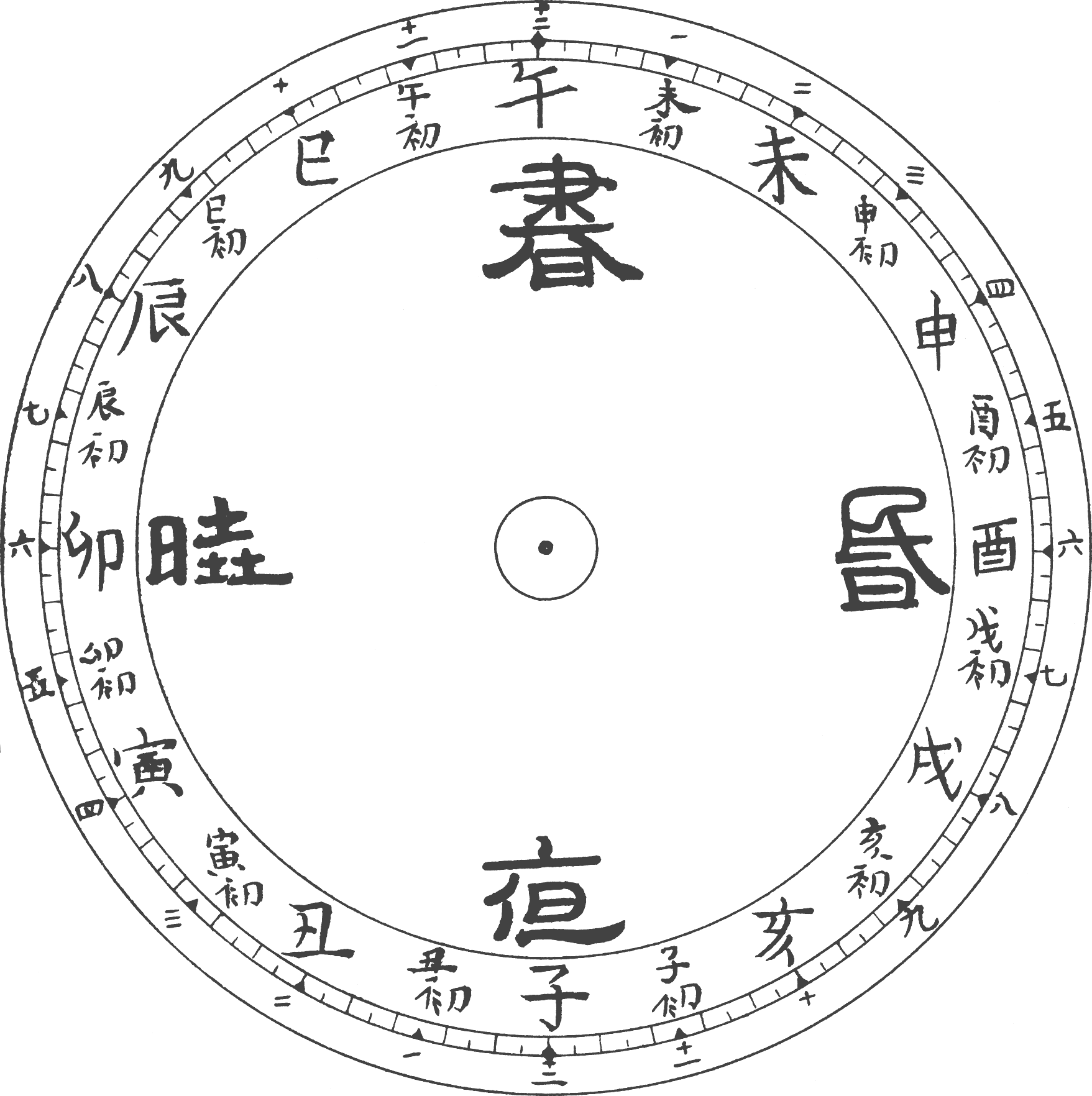
Urtavla för den kinesiska marknaden.

En urtavla är den yta på ett ur där tiden visas. På en vanlig klocka rör sig tre visare medurs över urtavlan: timvisaren, minutvisaren och sekundvisaren. Tiden anges på en urtavla med arabiska siffror, romerska siffror eller med enbart streck eller punktmarkeringar, i andra delar av världen också med andra siffermarkeringar som är vanliga i de kulturerna.
Som urtavla brukar man även räkna solurets plan där skuggan löper, och det digitala urets tidsmarkeringar med siffror. 
För att skilja en tidvisning som sker med tim-, minut- och sekundvisare från en digital tidsangivelse som sker med hjälp av växlande siffror, har man infört begreppet analog tidsangivelse.

## Visare

### Timvisaren
Timvisaren är den visare som visar vilken hel timme som föreligger, timvisaren på en vanlig klocka går normalt två varv runt urtavlan på ett dygn (12-timmars format).

### Minutvisare
En minutvisare är en av de tre visare som vanligtvis visar tiden i en klocka. Minutvisaren rör sig runt ett varv på urtavlan på en timme, den är längre än timvisaren och vanligtvis längre än sekundvisaren vars förflyttning är lätt att varsebli. Även minutvisarens rörelse kan man ganska lätt uppfatta på en kyrkklockas visare, man kan även varsebli den på en vanlig väggklocka för hemmet, medan ett armbandsurs minutvisare i normalfallet understiger hastigheten för vad vi uppfattar som rörelse.
Minutvisarens rörelse uppfattas i normalfallet som kontinuerlig, något beroende av urverkets konstruktion.

### Sekundvisaren
Sekundvisaren är det som visar antalet sekunder sen senaste hela minut på klockor. Sekundvisaren är en av de tre olika visarna på en klassisk urtavla. Sekundvisaren rör sig ett varv runt urtavlan på 60 förflyttningar som inträffar med exakt en sekunds mellanrum. Efter de 60 förflyttningarna rör sig minutvisaren ett av stegen runt urtavlan. De 60 olika positionerna är fördelade i 12 olika grupper. En för varje timsiffra på urtavlans utkant. På ett digitalt ur är sekundvisaren inte en arm, den är endast två siffror som bläddras från 00-59 med en sekunds intervall mellan bläddringarna. Dessa två siffror står ofta till höger om siffrorna som anger minutantalet, dock något mindre. I vissa digitala ur saknas sekundvisare totalt.

## Konstruktion

Geometrisk konstruktion av urtavla med passare och rätskiva.

En vanlig urtavla kan konstrueras geometriskt med passare och rätskiva. Man utnyttjar det faktum att en cirkels radie ryms 6 gånger i dess omkrets.